# Tour de la Bourse
Der Tour de la Bourse (englisch Stock Exchange Tower) ist ein Wolkenkratzer in Montreal. Er wurde nach Plänen von Luigi Moretti und Pier Luigi Nervi erbaut und 1964 eröffnet. Mit einer Höhe von 190 Metern ist der Tour de la Bourse das dritthöchste Gebäude der Stadt (bis 1992 war es das höchste). Der Wolkenkratzer im internationalen Stil befindet sich im zentralen Arrondissement Ville-Marie am Square Victoria. Namensgeber des Gebäudes ist die Börse von Montreal.

## Beschreibung
Der Tour de la Bourse liegt im so genannten Quartier International, zwischen der Rue Saint-Antoine im Westen, der Rue Saint-Jacques im Osten und dem Square Victoria im Norden. Das ursprüngliche Projekt, im Zuge des Wirtschaftsbooms vor der Weltausstellung Expo 67 entworfen, sah den Bau dreier identischer Wolkenkratzer vor, die in einem Dreieck angeordnet sein sollten. Ein finanzieller Engpass hatte zur Folge, dass schließlich nur eines dieser geplanten Gebäude errichtet wurde. Auf dem Bauplatz des zweiten geplanten Wolkenkratzers kam später das Hotel Delta Centre-Ville zu stehen.
In Architektenkreisen gilt der Tour de la Bourse als Meisterwerk des Internationalen Stils. Die im Jahr 1995 vollständig renovierte Fassade besteht aus einer bronzegefärbten, anodisch oxidierten Vorhangfassade. Sie kontrastiert mit den abgeschrägten, aus Betonfertigteilen bestehenden Säulen an den vier Ecken. Dadurch entsteht ein leicht gewölbter Eindruck. Der Baukörper wird durch Wartungsgeschosse, deren Ecken in einer achteckigen Form zurückversetzt sind, in drei ungefähr gleich große Blöcke geteilt.
Das 190 Meter hohe Gebäude war bis 1992 das höchste in Montreal, heute noch das dritthöchste. Bis zur Fertigstellung des Lake Point Tower in Chicago im Jahr 1968 war der Tour de la Bourse das höchste Stahlbetongebäude der Welt, bis zur Fertigstellung des Toronto-Dominion Centre in Toronto im Jahr 1967 das höchste Gebäude Kanadas. Ein wichtiger Mieter ist nach wie vor die Börse von Montreal im dritten und vierten Stockwerk. Am 13. Februar 1969 explodierte bei der Börse eine von der Front de libération du Québec platzierte Bombe und verletzte 27 Personen.
Die Ville souterraine, die weit verzweigte Untergrundstadt, verbindet den Wolkenkratzer mit mehreren benachbarten Gebäuden und der U-Bahn-Station Square-Victoria–OACI.